# Jaime Gil de Biedma
Jaime Gil de Biedma y Alba (Barcelona, 13 de novembre de 1929 - ibídem, 8 de gener de 1990), poeta català en llengua castellana, és un dels autors més rellevants de la generació del 50.

## Biografia
Nascut a Barcelona el 1929 en el si d'una família benestant (propietaris de l'empresa Tabacos de Filipinas), la seva poesia presenta inicialment un gran contingut social i intimista que, dins un intens pessimisme permanent, evolucionarà de l'existencialisme envers el nihilisme. És alhora una poesia que evita constantment el surrealisme i fa costat a la racionalitat amb un llenguatge contundent, cru i directe, que obvia tota mena de referències innecessàries.
Veritable exponent del que popularment s'anomena portar una doble vida, Biedma va desenvolupar activitats empresarials (el seu pare el va introduir en la direcció de l'empresa tabaquera familiar), però simultàniament coquetejava intel·lectualment amb el marxisme i la seva vida interior quedava absolutament marcada per la seva condició d'homosexual, circumstància que, dins el seu profund pessimisme, el va portar a viure al límit tot un seguit d'experiències íntimes de caràcter, fins i tot, violent i autodestructiu.
Biedma va estudiar dret a la Universitat de Barcelona i la seva obra té clares influències del simbolisme francès (especialment, Charles Baudelaire) i de la poesia anglosaxona. Així mateix, mostra una gran afinitat amb Cernuda. Durant l'etapa universitària, va entrar en contacte amb el cercle d'intel·lectuals, escriptors i poetes de la Barcelona dels anys quaranta i cinquanta, entre els quals destaquen Gabriel Ferrater, Carlos Barral, Jorge Folch i Rusiñol, Jaime Salinas i Juan Marsé.
El 1959 publica Compañeros de viaje, que juntament a Moralidades (1966) integren la part més social de la seva poesia, amb poemes plens de denúncia política que evoquen la hipocresia burgesa, la misèria que presideix el sistema capitalista, l'opressió del poble per l'Espanya franquista i la discriminació de la dona.
El 1965 apareix la seva obra A favor de Venus, un recull de poemes d'amor impregnats d'erotisme, i el 1968, finalment, publica Poemas póstumos. A partir d'aleshores, Biedma publicarà diversos poemes en revistes literàries, així com les seves memòries: Diario de un artista seriamente enfermo.
L'any 1974, Biedma pateix una crisi que el mena a deixar de banda la seva vida artística. Aquesta crisi és fàcilment visible en la seva evolució literària. El seu rebuig a l'establishment burgès que en un inici l'havia portat a defensar, en algun dels seus poemes, els postulats del marxisme i la lluita de classes que transformi les estructures de poder i substitueixi el capitalisme, acabarà posicionant-lo en una actitud fermament nihilista. El determinisme palesat en la incapacitat d'una societat per canviar la seva història, i el conformisme i desencís, que impregna el món intel·lectual d'esquerres després de la transició a la democràcia a l'estat espanyol, l'abocaran definitivament al desassossec i a la desesperació. Això el conduirà a posar en qüestió la seva pròpia existència i les seves forces per sobreviure a l'apatia del conformisme burgès del qual no aconsegueix escapar. Aquesta crisi personal el portarà a abandonar pràcticament la seva producció literària fins a la seva mort.
El gener de 1990, al costat del seu darrer company, l'actor Josep Madern, Biedma mor víctima de la sida i les seves despulles són incinerades al cementiri de Collserola; les cendres foren portades al panteó de la família de Nava de la Asunción (Segòvia).